# Primera División de España 1988-89
La temporada 1988/89 de la Primera División de España de fútbol corresponde a la 58.ª edición de este campeonato. Comenzó el 3 de septiembre de 1988 y terminó el 25 de junio de 1989. 
El Real Madrid se proclamó campeón por cuarta temporada consecutiva, siendo líder durante la mayor parte del transcurso del campeonato y sufriendo solo una única derrota en toda la temporada. El equipo madrileño logró, además, el cuarto doblete de su historia, al conquistar también la Copa del Rey.

## Clubes participantes y estadios
Tomaron parte en la competición 20 equipos.
| Equipo                       | Ciudad        | Estadio               |
| ---------------------------- | ------------- | --------------------- |
| Athletic Club                | Bilbao        | San Mamés             |
| Club Atlético de Madrid      | Madrid        | Vicente Calderón      |
| Fútbol Club Barcelona        | Barcelona     | Camp Nou              |
| Real Betis Balompié          | Sevilla       | Benito Villamarín     |
| Cádiz Club de Fútbol         | Cádiz         | Ramón de Carranza     |
| Real Club Celta de Vigo      | Vigo          | Balaídos              |
| Elche Club de Fútbol         | Elche         | Martínez Valero       |
| Real Club Deportivo Español  | Barcelona     | Sarriá                |
| Club Deportivo Logroñés      | Logroño       | Las Gaunas            |
| Club Atlético Osasuna        | Pamplona      | El Sadar              |
| Real Madrid Club de Fútbol   | Madrid        | Santiago Bernabeu     |
| Club Deportivo Málaga        | Málaga        | La Rosaleda           |
| Real Murcia Club de Fútbol   | Murcia        | La Condomina          |
| Real Oviedo Club de Fútbol   | Oviedo        | Carlos Tartiere       |
| Real Sociedad de Fútbol      | San Sebastián | Atocha                |
| Sevilla Fútbol Club          | Sevilla       | Ramón Sánchez Pizjuán |
| Real Sporting de Gijón       | Gijón         | El Molinón            |
| Valencia Club de Fútbol      | Valencia      | Mestalla              |
| Real Valladolid Deportivo    | Valladolid    | Nuevo José Zorrilla   |
| Real Zaragoza Club Deportivo | Zaragoza      | La Romareda           |

### Desarrollo del campeonato
Un año más,el Barcelona se queda con las ganas de poner fin al dominio abrumador de su máximo rival. Esta temporada para más inri, un exazulgrana como Schuster aterriza en el Bernabéu. El medio alemán se convierte en una pieza clave para que el equipo madridista logre el cuarto título consecutivo, tercero bajo la batuta de Leo Beenhaker, el Madrid deja la liga sentenciada a tres jornadas para el final tras vencer 1-0 al Oviedo en el Bernabéu, por su parte en la zona baja todo queda más apretado y los perjudicados son el Elche, el Murcia,y el RCD Español y Betis tras perder en la promoción con Mallorca y Tenerife.
Por primera vez en más de una década el campeonato no se jugó con balones Adidas, sino Mery Sport, lo que causó una gran polémica.

## Sistema de competición
La Primera División de España 1988/89 fue organizada por la Liga Nacional de Fútbol Profesional. La Real Federación Española de Fútbol fue la responsable de designar a los árbitros de cada encuentro y las medidas disciplinares.
Como en temporadas precedentes, la Primera División de España 1988/89 constaba de un grupo único integrado por veinte clubes de toda la geografía española. Siguiendo un sistema de liga, los veinte equipos se enfrentaron todos contra todos en dos ocasiones -una en campo propio y otra en campo contrario- sumando un total de 38 jornadas. El orden de los encuentros se decidió por sorteo antes de empezar la competición.
La clasificación final se estableció con arreglo a los puntos obtenidos en cada enfrentamiento, a razón de dos por partido ganado, uno por empatado y ninguno en caso de derrota. Los mecanismos para desempatar la clasificación, si al finalizar el campeonato dos equipos igualaban a puntos, fueron los siguientes:
1. El que tuviera una mayor diferencia entre goles a favor y en contra en los enfrentamientos entre ambos.
2. Si persiste el empate, el que tuviera la mayor la diferencia de goles a favor y en contra en todos los encuentros del campeonato.

En caso de empate a puntos entre tres o más clubes, los sucesivos mecanismos de desempate previstos por el reglamento fueron los siguientes: 
1. La mejor puntuación de la que a cada uno corresponda a tenor de los resultados de los partidos jugados entre sí por los clubes implicados.
2. La mayor diferencia de goles a favor y en contra, considerando únicamente los partidos jugados entre sí por los clubes implicados.
3. La mayor diferencia de goles a favor y en contra teniendo en cuenta todos los encuentros del campeonato.
4. El mayor número de goles a favor teniendo en cuenta todos los encuentros del campeonato.

### Efectos de la clasificación
El equipo que más puntos sumó al final del campeonato fue proclamado campeón de liga y obtuvo el derecho automático a participar en la siguiente edición de la Copa de Europa. Los tres equipos mejor calificados, al margen de los clasificados para la Copa de Europa y la Recopa de Europa, obtuvieron una plaza para la próxima edición de la Copa de la UEFA. El representante español en la Recopa fue el campeón de la Copa del Rey.
Por su parte, los dos últimos equipos descendieron a Segunda División, siendo reemplazados la próxima temporada por el campeón y el subcampeón de la categorías de plata. Los clasificados en los puestos 17.º y 18.º disputaron una promoción de permanencia con el tercer y cuarto clasificado de la Segunda.

## Clasificación

### Clasificación final
| Pos. | Equipo                | Pts. | PJ | G  | E  | P  | GF | GC | Dif. | Clasificación                                |
| ---- | --------------------- | ---- | -- | -- | -- | -- | -- | -- | ---- | -------------------------------------------- |
| 1    | Real Madrid C. F. (C) | 62   | 38 | 25 | 12 | 1  | 91 | 37 | +54  | Clasifica a la Copa de Europa                |
| 2    | F. C. Barcelona       | 57   | 38 | 23 | 11 | 4  | 80 | 26 | +54  | Clasifica a la Recopa de Europa              |
| 3    | Valencia C. F.        | 49   | 38 | 18 | 13 | 7  | 39 | 26 | +13  | Clasifica a la Copa de la UEFA               |
| 4    | Atlético de Madrid    | 46   | 38 | 19 | 8  | 11 | 69 | 45 | +24  | Clasifica a la Copa de la UEFA               |
| 5    | Real Zaragoza         | 43   | 38 | 15 | 13 | 10 | 48 | 42 | +6   | Clasifica a la Copa de la UEFA               |
| 6    | Real Valladolid       | 43   | 38 | 18 | 7  | 13 | 40 | 31 | +9   | Clasifica a la Recopa de Europa              |
| 7    | Athletic Club         | 42   | 38 | 15 | 12 | 11 | 45 | 35 | +10  |                                              |
| 8    | R. C. Celta de Vigo   | 39   | 38 | 14 | 11 | 13 | 42 | 48 | −6   |                                              |
| 9    | Sevilla F. C.         | 38   | 38 | 13 | 12 | 13 | 38 | 39 | −1   |                                              |
| 10   | C. A. Osasuna         | 37   | 38 | 13 | 11 | 14 | 39 | 43 | −4   |                                              |
| 11   | Real Sociedad         | 36   | 38 | 11 | 14 | 13 | 38 | 47 | −9   |                                              |
| 12   | Real Oviedo C. F.     | 35   | 38 | 12 | 11 | 15 | 41 | 48 | −7   |                                              |
| 13   | Sporting de Gijón     | 35   | 38 | 13 | 9  | 16 | 42 | 42 | 0    |                                              |
| 14   | C. D. Logroñés        | 34   | 38 | 9  | 16 | 13 | 25 | 37 | −12  |                                              |
| 15   | Cádiz C. F.           | 33   | 38 | 9  | 15 | 14 | 31 | 41 | −10  |                                              |
| 16   | C. D. Málaga          | 33   | 38 | 12 | 9  | 17 | 39 | 53 | −14  |                                              |
| 17   | R. C. D. Espanyol (D) | 30   | 38 | 7  | 16 | 15 | 29 | 44 | −15  | Promoción de permanencia en Primera División |
| 18   | Real Betis (D)        | 29   | 38 | 9  | 11 | 18 | 36 | 55 | −19  | Promoción de permanencia en Primera División |
| 19   | Real Murcia C. F. (D) | 24   | 38 | 9  | 6  | 23 | 27 | 58 | −31  | Descenso a Segunda División                  |
| 20   | Elche C. F. (D)       | 15   | 38 | 4  | 7  | 27 | 29 | 71 | −42  | Descenso a Segunda División                  |

 Fuente: BDFutbol
Criterios de clasificación: Puntos · Diferencia de goles · Goles a favor · Play-off
Notas:
1. ↑  El FC Barcelona accede a la Recopa de Europa por ser el vigente campeón del torneo.
2. ↑  El Real Valladolid se clasifica para la Recopa de Europa como subcampeón de la Copa del Rey, ya que el campeón del torneo, el Real Madrid, participa en la próxima edición de la Copa de Europa como campeón de liga.

### Evolución de la clasificación
| Equipo / Jornada | 1  | 2  | 3  | 4  | 5  | 6  | 7  | 8  | 9  | 10 | 11 | 12 | 13 | 14 | 15 | 16 | 17 | 18 | 19 | 20 | 21 | 22 | 23 | 24 | 25 | 26 | 27 | 28 | 29 | 30 | 31 | 32 | 33 | 34 | 35 | 36 | 37 | 38 |
| Equipo / Jornada |    |    |    |    |    |    |    |    |    |    |    |    |    |    |    |    |    |    |    |    |    |    |    |    |    |    |    |    |    |    |    |    |    |    |    |    |    |    |
| ---------------- | -- | -- | -- | -- | -- | -- | -- | -- | -- | -- | -- | -- | -- | -- | -- | -- | -- | -- | -- | -- | -- | -- | -- | -- | -- | -- | -- | -- | -- | -- | -- | -- | -- | -- | -- | -- | -- | -- |
| Real Madrid      | 9  | 10 | 11 | 8  | 5  | 2  | 2  | 1  | 1  | 1  | 1  | 1  | 2  | 2  | 1  | 1  | 1  | 1  | 1  | 1  | 1  | 1  | 1  | 1  | 1  | 1  | 1  | 1  | 1  | 1  | 1  | 1  | 1  | 1  | 1  | 1  | 1  | 1  |
| Barcelona        | 3  | 1  | 3  | 2  | 2  | 1  | 1  | 2  | 2  | 2  | 2  | 2  | 1  | 1  | 2  | 2  | 2  | 2  | 2  | 2  | 2  | 2  | 2  | 2  | 2  | 2  | 2  | 2  | 2  | 2  | 2  | 2  | 2  | 2  | 2  | 2  | 2  | 2  |
| Valencia         | 11 | 7  | 8  | 3  | 7  | 7  | 7  | 3  | 6  | 9  | 4  | 6  | 5  | 6  | 5  | 4  | 3  | 4  | 5  | 5  | 5  | 4  | 4  | 3  | 3  | 3  | 3  | 3  | 3  | 3  | 3  | 3  | 3  | 3  | 3  | 3  | 3  | 3  |
| At. Madrid       | 17 | 19 | 20 | 20 | 15 | 13 | 9  | 6  | 3  | 6  | 5  | 4  | 4  | 4  | 3  | 5  | 5  | 3  | 3  | 3  | 3  | 3  | 3  | 5  | 4  | 5  | 5  | 5  | 5  | 4  | 4  | 4  | 4  | 4  | 4  | 4  | 4  | 4  |
| Zaragoza         | 12 | 16 | 15 | 16 | 14 | 17 | 17 | 13 | 14 | 14 | 14 | 13 | 15 | 14 | 15 | 14 | 14 | 14 | 13 | 12 | 14 | 11 | 12 | 14 | 14 | 12 | 14 | 13 | 12 | 10 | 9  | 7  | 6  | 6  | 6  | 6  | 6  | 5  |
| Valladolid       | 1  | 8  | 4  | 12 | 6  | 5  | 8  | 11 | 8  | 7  | 11 | 11 | 11 | 9  | 7  | 7  | 6  | 8  | 6  | 8  | 8  | 6  | 9  | 10 | 9  | 9  | 8  | 7  | 7  | 6  | 6  | 5  | 5  | 5  | 5  | 5  | 5  | 6  |
| Athletic         | 2  | 2  | 1  | 1  | 1  | 3  | 6  | 8  | 11 | 13 | 13 | 12 | 13 | 15 | 14 | 10 | 10 | 12 | 10 | 10 | 10 | 8  | 7  | 7  | 7  | 7  | 7  | 6  | 8  | 8  | 8  | 10 | 9  | 9  | 8  | 7  | 7  | 7  |
| Celta            | 4  | 5  | 6  | 5  | 3  | 6  | 3  | 4  | 5  | 11 | 9  | 8  | 9  | 8  | 10 | 12 | 9  | 7  | 8  | 7  | 6  | 5  | 5  | 6  | 5  | 4  | 4  | 4  | 4  | 5  | 5  | 6  | 7  | 7  | 7  | 9  | 8  | 8  |
| Sevilla          | 19 | 13 | 5  | 9  | 8  | 8  | 5  | 7  | 4  | 3  | 3  | 3  | 3  | 3  | 4  | 3  | 4  | 5  | 9  | 9  | 9  | 10 | 11 | 13 | 12 | 10 | 9  | 8  | 6  | 7  | 7  | 8  | 10 | 10 | 9  | 8  | 9  | 9  |
| Osasuna          | 10 | 4  | 9  | 11 | 13 | 11 | 11 | 10 | 12 | 10 | 8  | 7  | 6  | 7  | 9  | 9  | 12 | 10 | 7  | 6  | 4  | 7  | 6  | 4  | 6  | 6  | 6  | 9  | 9  | 11 | 10 | 9  | 8  | 8  | 10 | 10 | 10 | 10 |
| R.Sociedad       | 14 | 11 | 12 | 10 | 11 | 14 | 10 | 9  | 10 | 4  | 7  | 10 | 10 | 10 | 11 | 13 | 11 | 11 | 12 | 13 | 12 | 12 | 13 | 8  | 11 | 14 | 12 | 12 | 11 | 9  | 11 | 11 | 11 | 12 | 12 | 13 | 13 | 11 |
| Oviedo           | 5  | 12 | 14 | 13 | 17 | 15 | 16 | 16 | 16 | 16 | 16 | 15 | 14 | 11 | 8  | 8  | 7  | 9  | 11 | 11 | 11 | 13 | 10 | 12 | 10 | 11 | 13 | 14 | 14 | 15 | 14 | 14 | 14 | 13 | 11 | 12 | 12 | 12 |
| Sporting         | 6  | 6  | 7  | 4  | 9  | 12 | 14 | 12 | 9  | 8  | 6  | 5  | 7  | 5  | 6  | 6  | 8  | 6  | 4  | 4  | 7  | 9  | 8  | 9  | 8  | 8  | 10 | 11 | 13 | 13 | 12 | 12 | 12 | 11 | 13 | 11 | 11 | 13 |
| Logroñés         | 7  | 3  | 2  | 6  | 4  | 4  | 4  | 5  | 7  | 5  | 10 | 9  | 8  | 12 | 12 | 11 | 13 | 13 | 14 | 14 | 13 | 14 | 14 | 11 | 13 | 13 | 11 | 10 | 10 | 12 | 13 | 13 | 13 | 15 | 15 | 14 | 15 | 14 |
| Cádiz            | 13 | 17 | 19 | 19 | 20 | 20 | 20 | 19 | 15 | 15 | 15 | 16 | 16 | 16 | 16 | 16 | 16 | 16 | 16 | 16 | 17 | 18 | 16 | 16 | 15 | 15 | 15 | 15 | 16 | 14 | 15 | 15 | 15 | 16 | 16 | 16 | 16 | 15 |
| Málaga           | 15 | 15 | 18 | 15 | 16 | 18 | 15 | 14 | 13 | 12 | 12 | 14 | 12 | 13 | 13 | 15 | 15 | 15 | 15 | 15 | 16 | 15 | 15 | 15 | 16 | 17 | 16 | 16 | 15 | 16 | 16 | 16 | 16 | 14 | 14 | 15 | 14 | 16 |
| Espanyol         | 18 | 9  | 10 | 7  | 10 | 9  | 13 | 17 | 17 | 18 | 19 | 17 | 17 | 17 | 17 | 18 | 18 | 18 | 19 | 19 | 19 | 19 | 19 | 19 | 18 | 16 | 17 | 18 | 17 | 18 | 18 | 17 | 17 | 17 | 17 | 17 | 17 | 17 |
| Betis            | 16 | 18 | 13 | 14 | 18 | 19 | 19 | 18 | 19 | 17 | 18 | 19 | 19 | 18 | 18 | 17 | 17 | 17 | 18 | 18 | 18 | 17 | 18 | 17 | 17 | 19 | 18 | 17 | 18 | 17 | 17 | 18 | 18 | 18 | 18 | 18 | 18 | 18 |
| Murcia           | 8  | 14 | 16 | 18 | 12 | 10 | 12 | 15 | 18 | 19 | 17 | 18 | 18 | 19 | 19 | 19 | 19 | 19 | 17 | 17 | 15 | 16 | 17 | 18 | 19 | 18 | 19 | 19 | 19 | 19 | 19 | 19 | 19 | 19 | 19 | 19 | 19 | 19 |
| Elche            | 20 | 20 | 17 | 17 | 19 | 16 | 18 | 20 | 20 | 20 | 20 | 20 | 20 | 20 | 20 | 20 | 20 | 20 | 20 | 20 | 20 | 20 | 20 | 20 | 20 | 20 | 20 | 20 | 20 | 20 | 20 | 20 | 20 | 20 | 20 | 20 | 20 | 20 |

### Promoción de permanencia
| Ida:     |     |            |
| Espanyol | 1-0 | Mallorca   |
| Tenerife | 4-0 | Real Betis |

| Vuelta:    |     |          |            |
| Mallorca   | 2-0 | Espanyol | Global:2-1 |
| Real Betis | 1-0 | Tenerife | Global:1-4 |

## Resultados
| Local \ Visitante   | ATH | ATM | BAR | BET | CAD | CEL | ELC | ESP | LOG | MAL | MUR | OSA | OVI | RMA | RSO | SEV | SPO | VAL | VLD | ZAR |
| ------------------- | --- | --- | --- | --- | --- | --- | --- | --- | --- | --- | --- | --- | --- | --- | --- | --- | --- | --- | --- | --- |
| Athletic Club       | —   | 1–1 | 3–2 | 1–1 | 1–0 | 2–0 | 2–0 | 1–0 | 3–0 | 3–1 | 3–0 | 0–0 | 1–0 | 1–1 | 2–3 | 3–0 | 1–4 | 1–2 | 2–0 | 1–1 |
| Atlético de Madrid  | 0–1 | —   | 1–3 | 6–2 | 3–0 | 0–0 | 3–1 | 6–1 | 2–0 | 3–0 | 3–0 | 4–1 | 2–2 | 3–3 | 3–0 | 2–0 | 0–0 | 2–0 | 3–2 | 3–1 |
| F. C. Barcelona     | 3–0 | 3–0 | —   | 3–0 | 3–0 | 3–1 | 2–0 | 2–0 | 2–1 | 4–0 | 3–1 | 1–2 | 7–1 | 0–0 | 4–1 | 4–0 | 4–0 | 1–1 | 0–0 | 1–0 |
| Real Betis          | 2–0 | 0–1 | 0–2 | —   | 1–1 | 2–0 | 3–1 | 2–2 | 0–0 | 1–2 | 3–0 | 1–0 | 1–0 | 0–2 | 1–1 | 1–3 | 0–1 | 0–0 | 0–1 | 2–1 |
| Cádiz C. F.         | 0–0 | 2–0 | 1–1 | 4–0 | —   | 1–1 | 2–1 | 0–0 | 0–1 | 0–1 | 0–2 | 1–1 | 1–1 | 0–2 | 1–1 | 0–0 | 0–3 | 1–1 | 1–1 | 1–1 |
| R. C. Celta de Vigo | 1–2 | 0–3 | 0–3 | 0–0 | 3–2 | —   | 3–0 | 0–0 | 1–0 | 2–0 | 0–0 | 1–0 | 1–2 | 2–0 | 2–2 | 1–0 | 2–1 | 2–0 | 1–1 | 1–1 |
| Elche C. F.         | 2–0 | 1–3 | 0–3 | 0–0 | 2–2 | 0–1 | —   | 1–1 | 1–2 | 0–2 | 3–0 | 0–1 | 0–1 | 1–3 | 1–1 | 1–2 | 0–0 | 0–1 | 1–0 | 1–4 |
| R. C. D. Español    | 1–0 | 1–0 | 2–2 | 0–0 | 0–2 | 1–1 | 1–1 | —   | 2–0 | 0–1 | 3–0 | 1–1 | 1–2 | 1–4 | 1–1 | 1–1 | 2–1 | 0–1 | 0–1 | 2–2 |
| C. D. Logroñés      | 1–1 | 1–0 | 0–2 | 3–1 | 1–0 | 1–1 | 2–1 | 0–0 | —   | 1–0 | 0–0 | 1–1 | 1–1 | 0–1 | 1–1 | 0–0 | 1–0 | 0–1 | 1–1 | 0–2 |
| C. D. Málaga        | 1–1 | 1–2 | 2–2 | 2–2 | 0–2 | 2–2 | 2–1 | 1–0 | 1–0 | —   | 1–3 | 1–2 | 1–1 | 2–2 | 1–0 | 1–0 | 1–0 | 0–1 | 0–0 | 1–3 |
| Real Murcia C. F.   | 1–1 | 1–1 | 2–0 | 0–2 | 0–1 | 1–2 | 0–1 | 1–0 | 0–0 | 1–0 | —   | 6–1 | 0–0 | 0–3 | 0–1 | 1–2 | 0–3 | 0–1 | 2–1 | 0–3 |
| C. A. Osasuna       | 1–0 | 2–0 | 1–1 | 3–1 | 0–1 | 1–0 | 1–1 | 0–0 | 0–0 | 1–0 | 1–0 | —   | 3–1 | 1–1 | 1–0 | 1–3 | 0–0 | 0–1 | 0–2 | 3–0 |
| Real Oviedo C. F.   | 0–3 | 5–2 | 1–2 | 0–3 | 1–0 | 4–0 | 3–0 | 0–1 | 1–1 | 2–3 | 2–0 | 3–2 | —   | 1–3 | 1–0 | 0–0 | 1–0 | 0–0 | 0–1 | 1–1 |
| Real Madrid C. F.   | 3–3 | 2–1 | 3–2 | 5–1 | 4–0 | 4–1 | 4–2 | 3–0 | 1–0 | 2–1 | 3–0 | 2–2 | 1–0 | —   | 2–2 | 3–0 | 5–1 | 2–1 | 3–2 | 4–0 |
| Real Sociedad       | 1–0 | 1–2 | 0–1 | 2–1 | 0–0 | 4–2 | 1–0 | 0–1 | 2–2 | 2–2 | 0–2 | 2–1 | 0–0 | 1–1 | —   | 1–0 | 2–1 | 0–0 | 1–0 | 2–1 |
| Sevilla F. C.       | 0–0 | 4–1 | 1–1 | 1–0 | 1–1 | 1–3 | 4–1 | 0–0 | 0–1 | 1–1 | 3–0 | 1–0 | 2–1 | 1–1 | 2–0 | —   | 1–0 | 1–0 | 2–4 | 0–1 |
| Sporting de Gijón   | 0–1 | 2–2 | 0–2 | 0–0 | 1–0 | 1–2 | 2–0 | 2–1 | 3–0 | 1–2 | 0–1 | 2–1 | 0–0 | 2–2 | 4–2 | 0–0 | —   | 1–0 | 2–1 | 1–2 |
| Valencia C. F.      | 0–0 | 1–0 | 1–1 | 3–0 | 1–2 | 1–0 | 3–2 | 1–1 | 0–0 | 2–1 | 3–0 | 3–2 | 0–1 | 1–1 | 1–0 | 1–0 | 2–1 | —   | 1–0 | 2–2 |
| Real Valladolid     | 1–0 | 0–1 | 0–0 | 2–1 | 1–0 | 0–1 | 3–0 | 1–0 | 3–1 | 1–0 | 2–1 | 1–0 | 1–0 | 0–1 | 2–0 | 2–1 | 0–1 | 1–1 | —   | 1–0 |
| Real Zaragoza       | 1–0 | 0–0 | 0–0 | 2–1 | 0–1 | 2–1 | 3–1 | 2–1 | 1–1 | 2–1 | 2–1 | 0–1 | 3–1 | 1–4 | 0–0 | 0–0 | 1–1 | 0–0 | 2–0 | —   |

## Máximos goleadores (Trofeo Pichichi)
Tras lograr el Trofeo Pichichi de Segunda División la temporada anterior con el Celta de Vigo, Baltazar repitió en Primera División, ahora en las filas del Atlético de Madrid. El delantero brasileño fue el 
máximo goleador de la categoría con el segundo mejor registro de la historia, 35 goles, tras los 38 de Telmo Zarra en 1951. El registro le permitió también obtener la Bota de Bronce como tercer mayor goleador de las ligas europeas esta temporada.

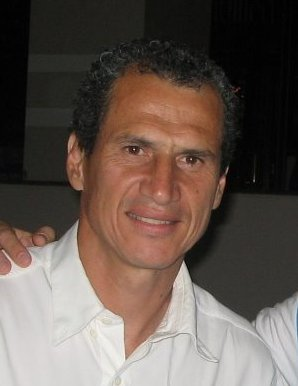
Baltazar logró superar a Hugo Sánchez.

| Pos. | Jugador           | Equipo             | Goles |
| ---- | ----------------- | ------------------ | ----- |
| 1º   | Baltazar          | Atlético de Madrid | 35    |
| 2.º  | Hugo Sánchez      | Real Madrid        | 27    |
| 3.º  | Julio Salinas     | Barcelona          | 20    |
| 4.º  | Amarildo Souza    | Celta de Vigo      | 16    |
| 5.º  | Emilio Butragueño | Real Madrid        | 15    |
| 6.º  | Fernando Gómez    | Valencia           | 14    |
| 7.º  | Míchel            | Real Madrid        | 13    |
|      | Pedro Uralde      | Athletic Club      | 13    |
| 9.º  | Txiki Begiristain | Barcelona          | 12    |
| 10.º | Roberto Fernández | Barcelona          | 11    |

## Otros premios

### Trofeo Zamora
Tras varios años de ostracismo en el Real Madrid, José Manuel Ochotorena se reivindicó en el Valencia CF, ganando el Trofeo Zamora como portero menos goleado del campeonato.

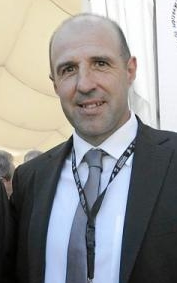
José Manuel Ochotorena logró su primer Zamora.

Para optar a este premio del Diario Marca fue necesario disputar 60 minutos en, como mínimo, 28 partidos.
| Pos. | Jugador                | Equipo          | Goles | Partidos | Promedio |
| ---- | ---------------------- | --------------- | ----- | -------- | -------- |
| 1º   | José Manuel Ochotorena | Valencia        | 25    | 37       | 0,67     |
| 2.º  | Andoni Zubizarreta     | Barcelona       | 25    | 36       | 0,69     |
| 3.º  | Mauro Ravnić           | Real Valladolid | 30    | 37       | 0,81     |
| 4.º  | Francisco Buyo         | Real Madrid     | 28    | 31       | 0,90     |
| 5.º  | Vicente Biurrun        | Athletic Club   | 35    | 38       | 0,92     |
| 6.º  | Jaime Huguet           | Logroñés        | 27    | 29       | 0,93     |
| 7.º  | Thomas N'Kono          | Espanyol        | 38    | 37       | 1,02     |
| 8.º  | José Ramón Bermell     | Cádiz           | 32    | 30       | 1,06     |
| 9.º  | José Luis Chilavert    | Real Zaragoza   | 40    | 37       | 1,08     |
| 10.º | Roberto Santamaría     | Osasuna         | 41    | 37       | 1,10     |

### Trofeo Guruceta
Joaquín Ramos Marcos logró esta temporada su primer Trofeo Guruceta, entregado por el Diario Marca al mejor árbitro de la Primera División.
| # | Árbitro (colegio)          | Puntos | Partidos | Coeficiente |
| - | -------------------------- | ------ | -------- | ----------- |
| 1 | Joaquín Ramos Marcos       | 21     | 12       | 1,75        |
| 2 | José Ángel Jiménez Muñoz   | 14     | 9        | 1,55        |
| 3 | Ildefonso Urízar Azpitarte | 15     | 10       | 1,50        |